# Gerichtsbezirk Ried in Tirol
Der Gerichtsbezirk Ried in Tirol (bis 1895 Gerichtsbezirk Ried) war ein dem Bezirksgericht Ried in Tirol unterstehender Gerichtsbezirk im politischen Bezirk Landeck (Bundesland Tirol). Der Gerichtsbezirk wurde per 1. Jänner 1978 aufgelassen und das zugehörige Gebiet dem Gerichtsbezirk Landeck zugeschlagen.

## Geschichte
Der Gerichtsbezirk Ried wurde durch eine Kundmachung der Landes-Gerichts-Einführungs-Kommission aus dem Jahr 1849 geschaffen und umfasste ursprünglich die elf Gemeinden Faggen, Fendels, Fiß, Kauns, Kaunserberg, Kaunserthal, Ladis, Prutz, Ried, Serfaus und Tösens.
Der Gerichtsbezirk Ried bildete im Zuge der Trennung der politischen von der judikativen Verwaltung
ab 1868 gemeinsam mit den Gerichtsbezirken Landeck und Nauders den Bezirk Landeck.
1895 wurde der Gerichtsbezirk Ried in „Gerichtsbezirk Ried in Tirol“ umbenannt.
Nach dem Ende des Ersten Weltkriegs musste Österreich 1919 durch den Vertrag von Saint-Germain mehrere Gemeinden des Gerichtsbezirks Nauders an Italien abtreten, wodurch sich der Gerichtsbezirk Nauders stark verkleinerte. Mit der Verordnung des Justizministeriums vom 29. November 1920 wurde in der Folge der Gerichtsbezirk Nauders aufgelöst und die drei bei Österreich verbliebenen Gemeinden Nauders, Pfunds und Spiß dem Gerichtsbezirk Ried in Tirol zugeschlagen. Die Verordnung trat per 1. Jänner 1921 in Kraft.

## Gerichtssprengel
Der Gerichtssprengel umfasst vor der Auflösung des Gerichtsbezirkes mit den 14 Gemeinden Faggen, Fendels, Fiss, Kaunerberg, Kaunertal, Kauns, Ladis, Nauders, Pfunds, Prutz, Ried im Oberinntal, Serfaus, Spiss und Tösens den südlichen Teil des Bezirkes Landeck.